# Men's Wearhouse

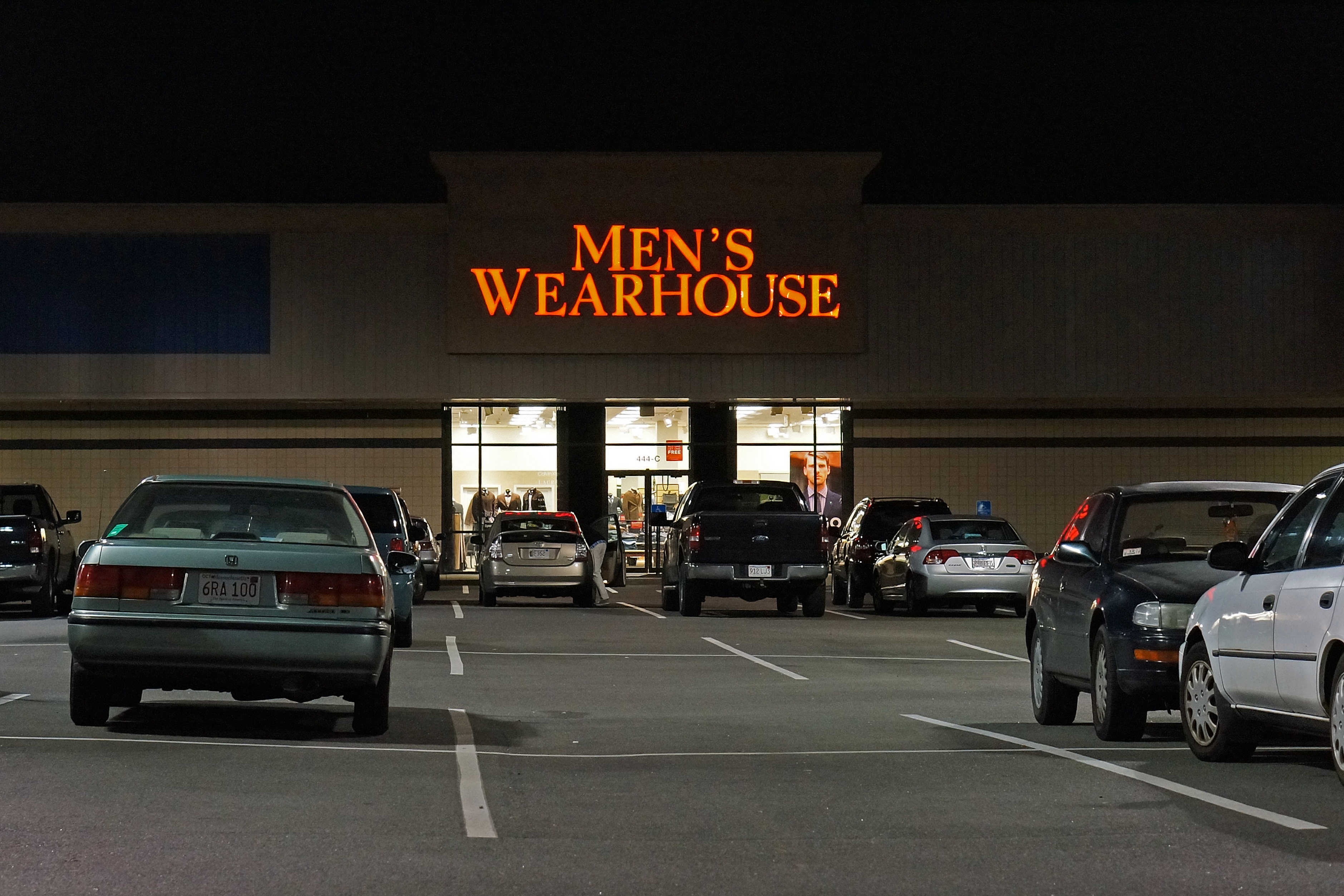
Fachada de la Men`s Wearhouse.

Men's Wearhouse es un minorista de ropa de vestir de hombres en los Estados Unidos. La empresa cuenta con oficinas corporativas en el área de Westchase de Houston, Texas, y las oficinas ejecutivas en Fremont, California. La compañía cotiza en la Bolsa de Valores de Nueva York. La compañía fue fundada por George Zimmer en 1973.
La compañía opera bajo los nombres de Men's Wearhouse, K&G Superstores (una cadena de tiendas de descuento que ofrece artículos descontinuados), Moores Clothing for Men (una cadena canadiense de tiendas de ropa de hombres), Twin Hill Corporate clothing y MW Cleaners en el área de Houston. En 1997, compró, la liquidada, cadena Kuppenheimer que estuvo en quiebra.